# Bomarea patacoensis
Bomarea patacoensis är en alströmeriaväxtart som beskrevs av Herb.. Bomarea patacoensis ingår i släktet Bomarea och familjen alströmeriaväxter.
Artens utbredningsområde är Ecuador. Inga underarter finns listade i Catalogue of Life.

## Bildgalleri

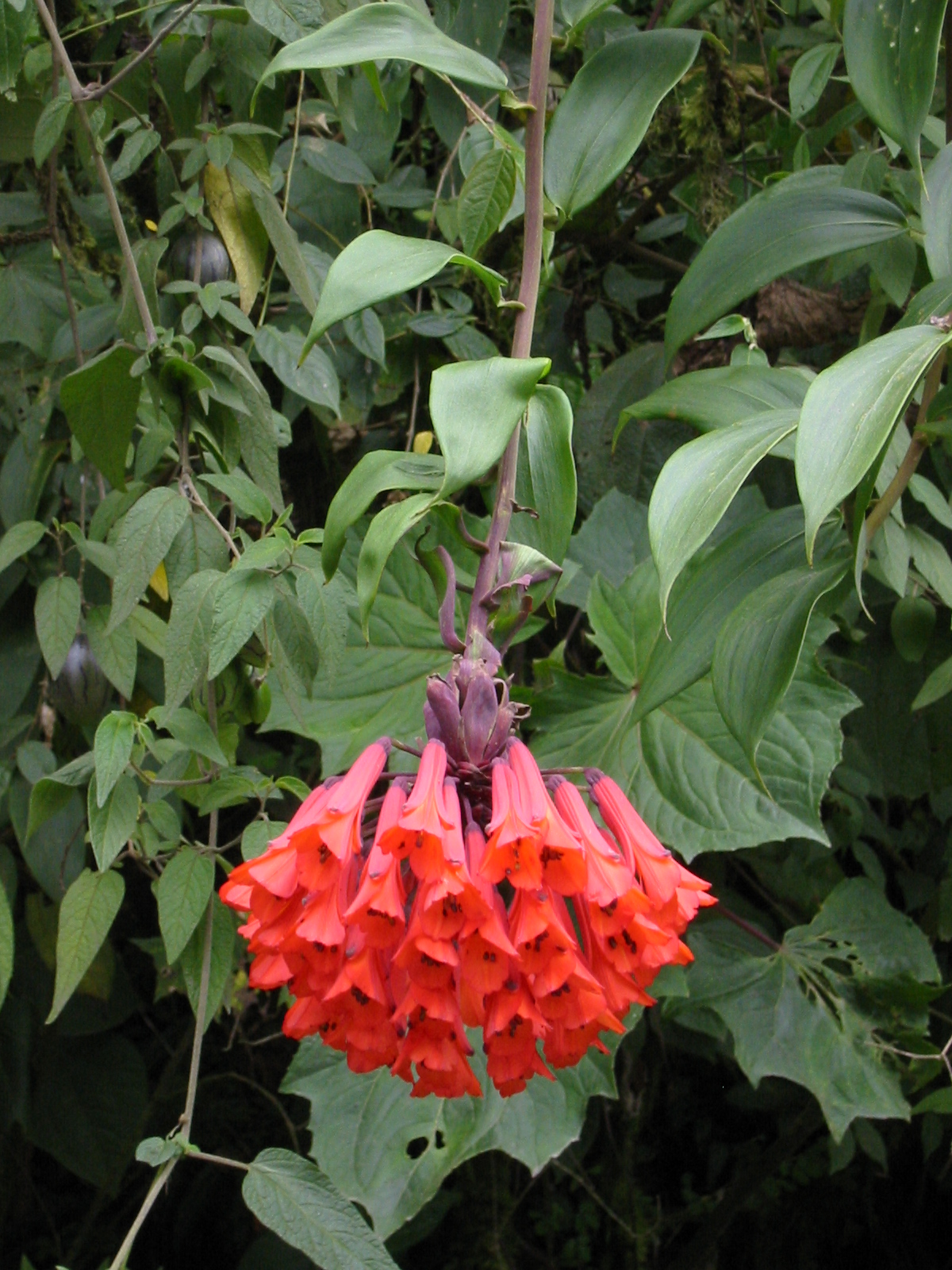